# Cantaron
Cantaron är en kommun i departementet Alpes-Maritimes i regionen Provence-Alpes-Côte d'Azur i sydöstra Frankrike. Kommunen ligger  i kantonen Contes som ligger i arrondissementet Nice. År 2022 hade Cantaron 1 276 invånare.

## Befolkningsutveckling
Antalet invånare i kommunen Cantaron
Referens: INSEE